# Душан Бајатовић
Душан Бајатовић (Равно Село, 29. новембар 1967) српски је политичар и предузетник који тренутно врши функцију директора јавног предузећа Србија-гас.

## Биографија
Бајатовић је рођен у Равном Селу код Врбаса 1967. године. Завршио је Вишу електротехничку школу у Суботици као и Економски факултет у истом граду.
Био је народни посланик у Народној скупштини Републике Србије од 2007. године као члан Социјалистичке партије Србије и бивши је посланик у Скупштини Србије и Црне Горе и Скупштине Војводине. Некада савезник Слободана Милошевића, касније је био истакнути заговорник удаљавања СПС-а од Милошевићевог наслеђа. Од 2008. године генерални је директор јавног предузећа Србија-гас.